# Чеховский переулок (Киев)
Че́ховский переулок — улица в Шевченковском районе Киева. Пролегает от улицы Олеся Гончара до Бульварно-Кудрявской улицы.
Протяжённость около 230 м.
Тут находится средняя школа № 91 с углублённым изучением информатики.

## История
Возникла около 1902—1903 годов под названием переулок Харичкова (по фамилии домовладельца, через усадьбу которого и был проложен переулок). Также имел параллельное название Обсерваторный переулок. Современное название — с 1910 года, в честь Антона Павловича Чехова (1860—1904), русского писателя и драматурга.
Почти полностью сохранилась историческая застройка начала ХХ ст. (дома № 1/50, 3, 4, 6, 8, 9, 10/23 (возведены в 1902 году), 11).

## Транспорт
- Автобус 7 (по соседней Бульварно-Кудрявской ул.)
- Станция метро «Золотые ворота»

## Почтовый индекс
01054

### Внешние ссылки
- Чеховский переулок на сервисе Яндекс.Панорамы.